# Agloe
Agloe è un toponimo che indica un luogo nella contea di Delaware (New York). Nato come toponimo fittizio nelle carte geografiche di un editore, per individuare le riproduzioni non autorizzate, è entrato in seguito in uso concreto per indicare il luogo.

Agloe su OpenStreetMap

Agloe, New York, è una località fittizia creata dalla Esso all'inizio degli anni trenta e inserita nelle mappe turistiche come trappola per il copyright, o città di carta.

## Storia
Negli anni trenta il fondatore dell'azienda redattrice di carte geografiche General Drafting Company Otto G. Lindberg, e l'assistente Ernest Alpers, crearono un nome di fantasia anagrammando le iniziali dei loro nomi e battezzarono con esso un incrocio fra due strade sterrate, ubicato presso le montagne Catskill, all'intersezione fra la NY 206 e Morton Hill Road, a nord di Roscoe, New York. Si trattava di una trappola per il copyright, ovvero un artificio utile per scoprire eventuali plagi, che sarebbero diventati evidenti se lo stesso nome inventato fosse comparso in una carta pubblicata da un'azienda rivale.
Negli anni cinquanta, all'incrocio fra le due strade venne costruito un negozio: questo fu chiamato Agloe General Store, a causa della denominazione presente sulle mappe Esso, cliente della General Drafting Company. Più tardi, Agloe apparve su una mappa pubblicata dalla Rand McNally dopo che il cartografo ottenne il toponimo dall'amministrazione della contea di Delaware. La Esso, immaginando che si trattasse di una riproduzione contraffatta, iniziò a preparare una serie di azioni legali contro Rand McNally: l'agenzia tuttavia si difese, mettendo in luce il fatto che essendo il luogo diventato reale non vi era stata alcuna violazione di copyright.
Nonostante il negozio sia in seguito fallito, il toponimo continuò ad essere indicato in numerose altre cartine, apparendo anche su Google Maps fino al marzo 2014. Anche l'United States Geological Survey ha inserito «Agloe (Not Official)» nel suo archivio Geographic Names Information System nel febbraio dello stesso anno.

## Riferimenti nella cultura di massa
Agloe gioca un ruolo molto importante nel romanzo Città di carta, scritto da John Green. Margo Roth Spiegelman, una dei protagonisti  dell'opera, si ispira infatti proprio a questa città per cercare di capire chi è lei in realtà, per imparare a conoscersi; invero, si paragona ad una ragazza di carta (Agloe viene chiamata anche Città di Carta o Paper Town, dando il titolo al romanzo).
Agloe è presente in modo prominente anche nel romanzo The Cartographers di Peng Shepherd del 2022.